# Сепіде Моафі
Сепіде Моафі (перс. سپیده معافی, англ. Sepideh Moafi; нар. 18 вересня 1985, Регенсбург, Німеччина) — ірано-американська акторка та співачка. Найбільш відома роллю Джіджі Ґорбані в серіалі «Секс в іншому місті: Покоління Q» і Лоретти в серіалі «Двійка».

## Раннє життя
Сепіде народилася 18 вересня 1985 року в таборі для біженців у Реґенсбурзі, Баварія, Німеччина. До її народження батьки втекли з Ірану після Ісламської революції. Після двох років перебування в Туреччині, а потім у Німеччині, де батьки Моафі шукали політичного притулку та претендували на статус біженця, сім'я Моафі отримала візи для переїзду до США.
У дитинстві вона вивчала оперу, а згодом захопилася музичним театром і джазом. Моафі почала співати в 15 років і за рік отримала повну стипендію в Консерваторії Сан-Франциско, яку закінчила у 2007 році. Сепіде відвідувала Університет Каліфорнії в Ірвайні, щоб вивчати акторську майстерність, де пізніше здобула ступінь магістра зовнішніх справ у 2013 році.

## Кар'єра
У 2013 році Сепіде Моафі вперше з'явилася на екрані в ролі запрошеної героїні Алії Закі в десятому епізоді четвертого сезону серіалу CBS «Блакитна кров».
У 2015 році Моафі отримала роль Лоретти в американському драматичному телесеріалі HBO «Двійка», створеному Девідом Саймоном і Джорджем Пелеканосом, дія якого розгортається в 1970-х і 1980-х роках і присвячена історіям повій у Нью-Йорку. Перед зйомками пілотного епізоду Саймон зустрівся з Моафі, щоб випити кави, і пояснив Моафі, про що йтиметься у «Двійці» та якою буде образ її персонажки у серіалі. У той час як її персонажка у «Двійці» була запланована заздалегідь, Моафі згодом отримала головну роль у серіалі «Notorious». Вона написала листа виконавчим продюсерам «Двійки», сподіваючись, що вони дозволять їй стати частиною серіалу. Виконавчі продюсери «Двійки» дозволили Моафі продовжувати брати участь у їхньому серіалі та працювали відповідно до її графіка, оскільки «Двійку» знімали в основному в Нью-Йорку. Однак, як наслідок, арку Лоретти не вдалося виконати, як спочатку планувалося, і їй довелося піти в іншому напрямку через розклад акторки, тому вона була лише в трьох епізодах першого сезону «Двійки». Пілот «Двійки» був знятий у 2015 році, а рік потому — перший сезон.
У 2016 році Моафі знялася в ролі Меґан Берд у серіалі ABC «Notorious». Шоу базується на реальних справах адвоката у кримінальних справах Марка Джераґоса та продюсера новин Ларрі Кінґа Венді Вокера. Хоча перший сезон шоу спочатку складався з 13 епізодів, ABC скоротила перший сезон до 10 епізодів, потім ABC скасувала шоу через один сезон.
Після того, як «Notorious» було скасовано, Моафі продовжувала з'являтися у своїй ролі Лоретти у «Двійці». ЇЇ персонажка стала регулярною в третьому сезоні. Щоб підготуватися до ролі Лоретти, Моафі досліджувала історію Нью-Йорка, читаючи книги, такі як мемуари сутенерів і повій, вивчала стару порнографію, щоб зрозуміти історичний контекст, у якому розгорталися події серіалу. Акторка заявила, що «Двійка» змінила та вплинула на її стосунки та погляд на порноіндустрію після історій, зображених у шоу.
Під час зйомок другого сезону «Двійки» Моафі знялася в ролі Дани в небродвейському мюзиклі «Тисяча ночей і один день», прем'єра якого відбулася 15 квітня 2018 року. Акторка заявила, що її кар'єра «розпочалася в опері, а потім в театрі», і вважає оперу «назавжди частиною [її] мистецької ідентичності».
У 2018 році Моафі була обрана на роль Алексіс Сіммс у 2 сезоні серіалу «Падаюча вода». Прем'єра другого сезону серіалу «Падаюча вода» відбулася в січні 2018 року. У травні 2018 року USA Network оголосила про скасування серіалу після другого сезону.
У 2019 році Моафі обрана на роль Джіджі Ґорбані у Showtime «Секс в іншому місті: Покоління Q», який є перезапуском класичного лесбійського серіалу початку 2000-х «Секс в іншому місті». Прем'єра відбулася 8 грудня 2019 року. Її персонажка була добре сприйнята шанувальниками та швидко стала фавориткою серед нових акторів. У 1 сезоні її героїня Джіджі була залучена в «трійні» / поліамурні стосунки з Еліс та Нат. У 2 сезоні її героїня глибше дослідила романтичні стосунки з Бетт Портер (роль Дженніфер Білз) і Дані Нуньєс (роль Арієнн Манді).
У 2020 році Сепіде зіграла з Клейном Кроуфордом у фільмі «Вбивство двох закоханих», американському драматичному фільмі, сценаристом, режисером, продюсером та монтажем якого виступив Роберт Мачоян. Світова прем'єра фільму відбулася на кінофестивалі «Санденс» 27 січня 2020 року, а фільм вийшов у прокат 14 травня 2021 року Фільм розповідає про розлуку між батьками чотирьох дітей, у якому Моафі грає Нікі, дружину Девіда.
У квітні 2021 року Моафі взяла участь в обмеженому серіалі американської кримінальної драми Apple TV+ «Чорний птах». Спродюсований Деннісом Лігейном, Моафі грає разом з Тароном Еґертоном, Полом Волтером Гаузером і Ґреґом Кінніром. Виробництво серіалу розпочалося у Новому Орлеані у квітні 2021 року, а засновано на романі Джеймса Кіна та Гілеля Левіна «У зв'язку з дияволом: полеглий герой, серійний вбивця та небезпечна угода про спокуту». Сепіде грає агентку ФБР Лорен МакКолі, яка звертається до головного героя Джиммі Кіна щодо операції з викриття Ларрі Голла. Акторка відвідала прем'єру в середу, 29 червня 2022 року, в Regency Bruin Theatre в Лос-Анджелесі, Каліфорнія. 8 липня 2022 року на Apple TV+ відбулася глобальна прем'єра обмеженого серіалу з шести серій.
У 2023 році вийшов мінісеріал FX «Випуск 2009» із Моафі в одній із головних ролей.

## Фільмографія

### Серіали
| рік            | Назва                            | Роль                  | Примітки                                                    |
| -------------- | -------------------------------- | --------------------- | ----------------------------------------------------------- |
| 2013 рік       | Блакитна кров                    | Алія Закі             | Епізод: Mistaken Identity (Сезон 4, Епізод 10)              |
| 2014 рік       | Незабутнє                        | Ліза Мартінес         | Епізод: Manhunt (Сезон 2, Епізод 10)                        |
| 2014 рік       | Медсестра Джекі                  | Місіс. Гаррісон       | Епізод: Love Jungle (Сезон 6, Епізод 4)                     |
| 2014 рік       | Чорна коробка                    | Докторка Фарра Магмуд |                                                             |
| 2014 рік       | Гарна дружина                    | Сильмар Кнаусґор      | Епізод: Old Spice (Сезон 6, Епізод 6)                       |
| 2015 рік       | Вічність                         | Мелані Спаро          | Епізод: Вовки з Глибокого Брукліна (Епізод 12)              |
| 2015 рік       | Чорний список                    | Мері Геннінг          | Епізод: Мисливець на оленів (№ 93) (2 сезон, 13 серія)      |
| 2015 рік       | Області темряви                  | Докторка Полін Вілсон | Епізод: побічні ефекти можуть включати… (Сезон 1, Епізод 6) |
| 2016 рік       | Елементарно                      | Софія Дарроу          | Епізод: All In (Сезон 4, Епізод 19)                         |
| 2016 рік       | Горезвісний                      | Меґан Берд            |                                                             |
| 2017–2019 роки | Двійка                           | Лоретта               | 1-3 сезони                                                  |
| 2019–2023 роки | Секс в іншому місті: Покоління Q | Джіджі Ґорбані        | 1-2 сезони                                                  |
| 2022 рік       | Чорний птах                      | Лорен МакКолі         |                                                             |
| 2023 рік       | Випуск 2009                      | Хоур Назарі           | Головний акторський склад                                   |

### Фільми
| рік      | Назва                             | Роль         | Примітки         |
| -------- | --------------------------------- | ------------ | ---------------- |
| 2010 рік | Вайолет незаміжня                 | Вайолет      | Короткий фільм   |
| 2014 рік | Червона зона                      | Фріда Муссаф | Показували по ТБ |
| 2014 рік | Найкраща людина в темряві         | Тереза Лопес |                  |
| 2017 рік | Квест: Правда завжди піднімається | Сьюзен       |                  |
| 2018 рік | Домовленості                      |              | Короткий         |
| 2020 рік | Вбивство двох закоханих           | Ніккі        |                  |